# Noturus exilis
Noturus exilis är en fiskart som beskrevs av Nelson, 1876. Noturus exilis ingår i släktet Noturus och familjen Ictaluridae. Inga underarter finns listade i Catalogue of Life.